# 406 (szám)
A 406 (római számmal: CDVI) egy természetes szám.

## A szám a matematikában
A tízes számrendszerbeli 406-os a kettes számrendszerben 110010110, a nyolcas számrendszerben 626, a tizenhatos számrendszerben 196 alakban írható fel.
A 406 páros szám, összetett szám, kanonikus alakban a 21 · 71 · 291 szorzattal, normálalakban a 4,06 · 102 szorzattal írható fel. Nyolc osztója van a természetes számok halmazán, ezek növekvő sorrendben: 1, 2, 7, 14, 29, 58, 203 és 406.
Háromszögszám és középpontos kilencszögszám. Huszonegyszögszám.
Érinthetetlen szám: nem áll elő pozitív egész számok valódiosztóösszeg-függvényeként.
A 406 négyzete 164 836, köbe 66 923 416, négyzetgyöke 20,14944, köbgyöke 7,40472, reciproka 0,0024631. A 406 egység sugarú kör kerülete 2550,97323 egység, területe 517 847,56665 területegység; a 406 egység sugarú gömb térfogata 280 328 149,4 térfogategység.